# IIe législature des Cortes d'Aragon
La IIe législature des Cortes d'Aragon est un cycle parlementaire des Cortes d'Aragon, d'une durée de quatre ans, ouvert le 6 juillet 1987, à la suite des élections du 10 juin précédent, et clos le 2 avril 1991.

## Bureau
| Poste                  | Titulaire               | Parti | Parti | Circonscription |
| ---------------------- | ----------------------- | ----- | ----- | --------------- |
| Président              | Juan Bautista Monserrat |       | CDS   | Saragosse       |
| Premier vice-président | Francisco Pina          |       | PSOE  | Huesca          |
| Second vice-président  | Carlos Til              |       | AP    | Huesca          |
| Premier secrétaire     | Jorge Noguera           |       | PSOE  | Teruel          |
| Second secrétaire      | Luis Giménez            |       | PAR   | Huesca          |

## Groupes parlementaires
| Nom | Nom                                                 | Début | Fin | Porte-parole                                   |
| --- | --------------------------------------------------- | ----- | --- | ---------------------------------------------- |
|     | Groupe socialiste                                   | 27    | 27  | Alfonso Sáenz                                  |
|     | Groupe aragonais régionaliste                       | 19    | 19  | José María Mur Juan Antonio Bolea (23/07/1987) |
|     | Groupe Alliance populaire                           | 13    | 12  | Ángel Cristóbal                                |
|     | Groupe CDS                                          | 6     | 6   | José Luis Merino                               |
|     | Groupe mixte (jusqu'au 16/11/1987)                  | 2     | 0   | Antonio de las Casas                           |
|     | Groupe CAA-Izquierda Unida (à partir du 16/11/1987) | 0     | 2   | Antonio de las Casas                           |
|     | Groupe mixte (à partir du 21/11/1988)               | 0     | 1   | Manuel Nivela                                  |

## Commissions parlementaires
| Commission | Président                | Parti  | Parti | Circonscription |
| --- | ------------------------ | ------ | ----- | --------------- |
| Commissions permanentes législatives                                                                                |                          |        |       |                 |
| Commission institutionnelle                                                                                         | Carlos Peruga            | PSOE   |       | Saragosse       |
| Commission de l'Économie                                                                                            | José Luis Sánchez        | PSOE   |       | Huesca          |
| Commission de l'Aménagement territorial                                                                             | Valentín Calvo           | PAR    |       | Teruel          |
| Commission agraire                                                                                                  | Enrique López            | PSOE   |       | Saragosse       |
| Commission agraire                                                                                                  | Simón Casas (19/10/1990) | PSOE   |       | Teruel          |
| Commission de l'Industrie, du Commerce et du Tourisme                                                               | Alfredo Sánchez          | AP     |       | Saragosse       |
| Commission de la Santé, du Bien-être social et du Travail Commission de la Santé et des Affaires sociales (10/1987) | Antonio Borraz           | AP     |       | Teruel          |
| Commission de l'Éducation et de la Culture                                                                          | Antonio de las Casas     | CAA-IU |       | Saragosse       |
| Commissions permanentes non-législatives                                                                            |                          |        |       |                 |
| Commission du Règlement, du Statut des députés et du Gouvernement intérieur                                         | Juan Bautista Monserrat  | CDS    |       | Saragosse       |
| Commission des Pétitions et des Droits humains                                                                      | Andrés Esteban           | PAR    |       | Saragosse       |

## Gouvernement et opposition

### Investiture
| Candidat                          | Date                                       | Vote       |      |     |    |     |    | Résultat |  |  |  |  |  |  |  |  |  |  |  |  |  |  |  |
| Candidat                          | Date                                       | Vote       | PSOE | PAR | AP | CDS | IU | Résultat |  |  |  |  |  |  |  |  |  |  |  |  |  |  |  |
| Hipólito Gómez de las Roces (PAR) | 21 juillet 1987 (majorité absolue requise) | Oui        |      | 19  | 13 |     |    | 32 / 67  |  |  |  |  |  |  |  |  |  |  |  |  |  |  |  |
| Hipólito Gómez de las Roces (PAR) | 21 juillet 1987 (majorité absolue requise) | Non        | 27   |     |    |     | 2  | 29 / 67  |  |  |  |  |  |  |  |  |  |  |  |  |  |  |  |
| Hipólito Gómez de las Roces (PAR) | 21 juillet 1987 (majorité absolue requise) | Abstention |      |     |    | 6   |    | 6 / 67   |  |  |  |  |  |  |  |  |  |  |  |  |  |  |  |
| Hipólito Gómez de las Roces (PAR) |                                            |            |      |     |    |     |    |          |  |  |  |  |  |  |  |  |  |  |  |  |  |  |  |
| Hipólito Gómez de las Roces (PAR) | 23 juillet 1987 (majorité relative)        | Oui        |      | 19  | 13 |     |    | 32 / 67  |  |  |  |  |  |  |  |  |  |  |  |  |  |  |  |
| Hipólito Gómez de las Roces (PAR) | 23 juillet 1987 (majorité relative)        | Non        | 27   |     |    |     | 2  | 29 / 67  |  |  |  |  |  |  |  |  |  |  |  |  |  |  |  |
| Hipólito Gómez de las Roces (PAR) | 23 juillet 1987 (majorité relative)        | Abstention |      |     |    | 6   |    | 6 / 67   |  |  |  |  |  |  |  |  |  |  |  |  |  |  |  |

### Question de confiance
Le 13 février 1989, le président Hipólito Gómez de las Roces pose une question de confiance aux Cortes d'Aragon en énonçant qu'aucun parti ne dispose seul de la majorité absolue, que la politique du gouvernement régional a été globalement censurée par l'adoption d'une motion le 4 novembre 1988 sur proposition de CAA-IU et soutenue par le PSOE et CDS, et que le Parti populaire — successeur de AP — a rompu l'accord de législature conclu le 4 juillet 1987 avec le PAR. Le président régional remporte la question de confiance le 9 mars suivant.
| Candidat                          | Date                             | Vote       |      |     |    |     |    | Résultat |
| Candidat                          | Date                             | Vote       | PSOE | PAR | AP | CDS | IU | Résultat |
| Hipólito Gómez de las Roces (PAR) | 10 mars 1989 (majorité relative) | Oui        |      | 19  | 13 |     |    | 32 / 67  |
| Hipólito Gómez de las Roces (PAR) | 10 mars 1989 (majorité relative) | Non        | 26   |     |    |     | 1  | 27 / 67  |
| Hipólito Gómez de las Roces (PAR) | 10 mars 1989 (majorité relative) | Abstention |      |     |    | 6   |    | 6 / 67   |
| Hipólito Gómez de las Roces (PAR) | 10 mars 1989 (majorité relative) | Absents    | 1    |     |    |     | 1  | 2 / 67   |

## Désignations

### Sénateurs
| Parti | Parti | Sénateurs désignés    | Voix |
| ----- | ----- | --------------------- | ---- |
| PAR   |       | Emilio Eiroa          | 38   |
| PSOE  |       | Alfonso Sáenz Lorenzo | 33   |

- Désignation : 23 juillet 1987.